# Noturus hildebrandi
Noturus hildebrandi är en fiskart som först beskrevs av Bailey och Taylor, 1950.  Noturus hildebrandi ingår i släktet Noturus och familjen Ictaluridae.

## Underarter
Arten delas in i följande underarter:
- N. h. lautus
- N. h. hildebrandi